# Impero Wassulu
L'impero Wassulu, o impero Wassoulou (in francese: Empire wassoulou o Empire du Wassoulou, in inglese: Wassoulou Empire), chiamato anche impero Mandingo o stato di Samory, è stato un impero effimero esistito in Africa occidentale tra il 1878 e il 1898. Era centrato nella regione storica del Wassulu, e si estese negli odierni Mali, Guinea, Costa d'Avorio e Sierra Leone.

## Storia
Nel 1864, il capo Toucouleur Oumar Tall morì vicino a Bandiagara (nell'attuale Mali). L'impero Toucouleur, allora la forza dominante della regione, cominciò a disintegrarsi sotto l'influenza dei desideri di indipendenza di molti leader locali. Tra questi leader, quello che più riuscì ad affermarsi fu Samory Turé, in un territorio attualmente situato nella Guinea orientale, nel sud-ovest del Mali e nel nord della Costa d'Avorio.
Le campagne espansionistiche di Samory presero di mira soprattutto i suoi vicini, i regni di Bérété e Cissé, quindi la regione di Wassulu. Nel 1876, prese possesso delle miniere d'oro di Buré e, nel 1878, il suo controllo sulle regioni conquistate fu abbastanza forte da permettergli di dichiararsi "faama" (capo militare) di un nuovo impero. Creò un esercito professionale e definì il suo impero come “uno stato guerriero e mercantile”, essendo il principale commercio quello degli schiavi delle tribù conquistate. Conquistò anche Kankan, importante centro commerciale dei Dioula e centro dell'impero Baté, e diverse regioni situate oggi in Sierra Leone, Guinea e nel nord della Costa d'Avorio (compreso il regno Malinké di Kabadugu).
Dal 1880, Samory dovette affrontare l'esercito coloniale francese, contro il quale combatté più volte e al quale oppose una fiera resistenza, ottenendo una notevole vittoria nella battaglia di Woyo-Wayankô, il 2 aprile 1882. L'esercito di Samory fu degno di nota perché, durante la seconda metà del XIX secolo, passò da un modello organizzativo feudale a un modello moderno ispirato agli standard europei. Tuttavia, Samory dovette infine cedere gradualmente il suo territorio ai francesi, tra il 1886 e il 1889. La sconfitta dell'esercito di Babemba Traoré, faama del vicino regno di Kenedugu che resisteva anch'esso all'esercito coloniale, permise ai francesi di concentrare le loro forze contro quelle di Samory.
Inseguito dai francesi, Samory fuggì verso la Costa d'Avorio. Arrivò nella zona abitata dai Baulé dopo aver stabilito il suo quartier generale a Dabakala nel 1893. Non essendo riuscito a impadronirsi della zona, Samory concluse un accordo di non aggressione con i Baulé a Kotia Kofikro (villaggio situato nell'attuale Bouaké), e trasformò il mercato agropastorale del paese in un importante mercato di schiavi dal 1894. Il 29 settembre 1898 Samory fu infine catturato dal comandante francese Gouraud ed esiliato in Gabon, determinando così la fine dell'impero.